# Ernst Lührsen
Ernst Lührsen – niemiecki pływak, uczestnik igrzysk olimpijskich w 1900 w Paryżu.
Członek zwycięskiej drużyny pływackiej na 200 m drużynowo.